# Pervomaiski (Goriachi Kliuch, Krasnodar)
Pervomaiski (del ruso: Первомайский) es un posiólok del ókrug urbano de Goriachi Kliuch del krai de Krasnodar, en las estribaciones noroccidentales del Cáucaso, en Rusia. Está situado a orillas de un arroyo tributario del río Apchas, afluente del río Kubán, 16 km al nordeste de Goriachi Kliuch, y 46 km al sureste de Krasnodar. Tenía una población de 2 635 habitantes en 2010.
Es cabeza del municipio Chernomorski, al que pertenecen asimismo Kutaiskaya y Chernomorskaya.

## Educación
En la localidad se halla la escuela de enseñanza media nº10.